# سی‌دی پلیر

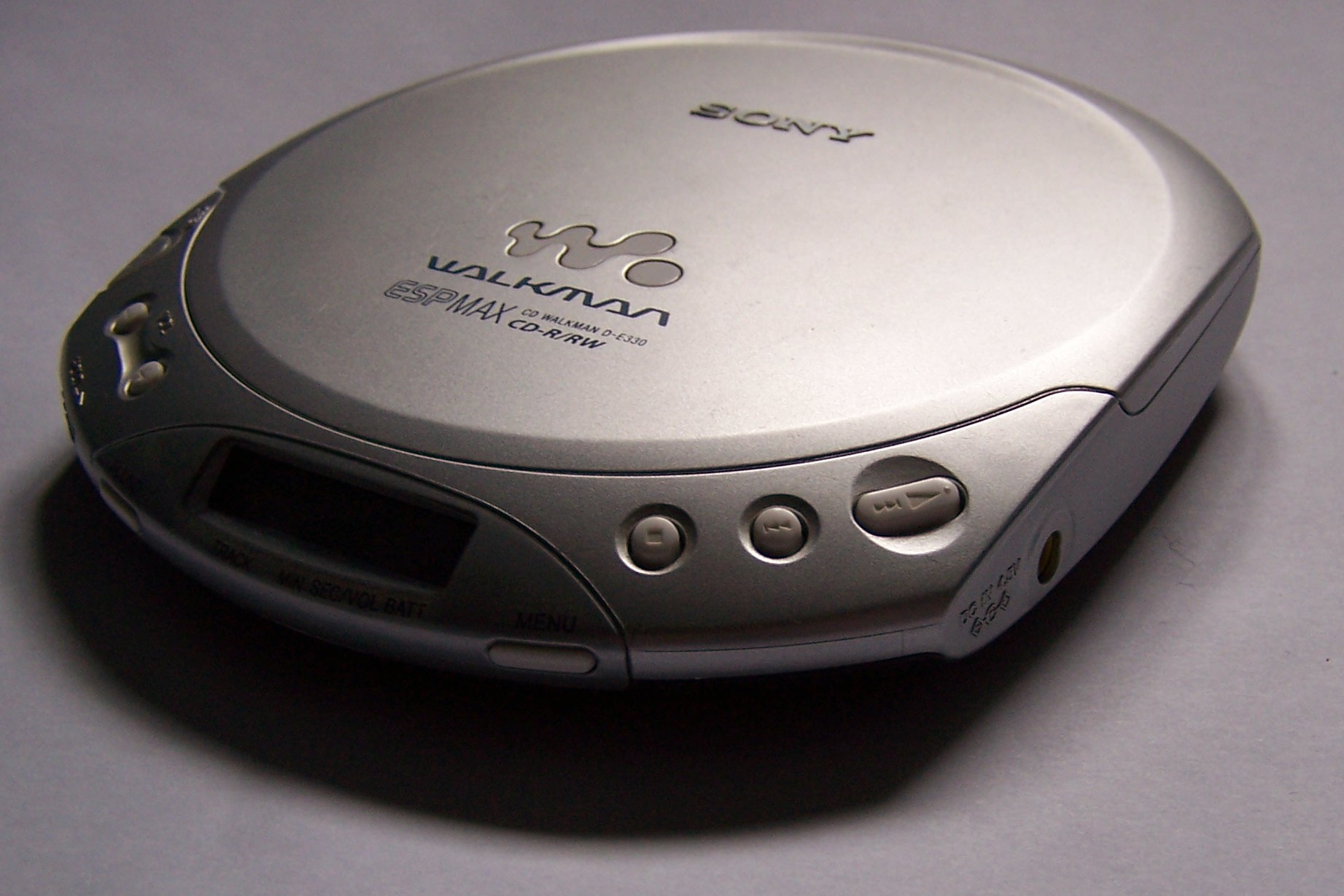
CD PLAYER

پخش‌کننده لوح فشرده یا سی‌دی پلی‌یر (انگلیسی: CD player) دستگاهی است که صدای ذخیره شده بر روی سی‌دی را پخش می‌کند. عمل ذخیره صدا بر روی ذخیره‌ساز داده دیسک نوری دیجیتالی انجام می‌گیرد.